# Rocca di Botte
Rocca di Botte är en ort och kommun i provinsen L'Aquila i regionen Abruzzo i Italien. Kommunen hade 844 invånare (2018).